# Otto Schulz-Kampfhenkel
Otto Schulz-Kampfhenkel (* 27. August 1910 in Buckow (Märkische Schweiz); † 21. August 1989 in Hamburg) war ein deutscher Geograph, Forschungsreisender, Schriftsteller und Dokumentarfilmer, der sich vor allem in der Zeit des Nationalsozialismus einen Namen machte. Ab 1930 unternahm er Studien-, Forschungs- und Sammelexpeditionen nach Afrika und Brasilien, die er wissenschaftlich-schriftstellerisch und filmisch auswertete. Im Jahr 1962 gründete er das gemeinnützige Institut für Weltkunde in Bildung und Forschung (WBF) in Hamburg, dessen Leiter und Stiftungsvorstand er war.

## Leben
Otto Schulz-Kampfhenkel war evangelisch und Sohn des Fabrikbesitzers Adolf Schulz und seiner Ehefrau Antonie, geborene Kampfhenkel. Die spätere Annahme des Doppelnamens Schulz-Kampfhenkel erfolgte anscheinend in der Absicht, sich vom häufigen Familienname „Schulz“ abzusetzen.
Nach dem Abitur studierte Schulz-Kampfhenkel von 1929 bis 1931 Geographie, Biologie mit Zoologie als Hauptfach und Geologie/Paläontologie als Nebenfach in Freiburg im Breisgau. Dort wurde er Mitglied der Burschenschaft Franconia. Sie gehörte zur Weißen Richtung der Burschenschaften, die politisch der traditionellen, auf das Kaiserreich bezogenen politischen Rechten nahestand. Schulz-Kampfhenkel erwähnte die Mitgliedschaft in der Burschenschaft in keiner seiner autobiographischen Schriften, blieb ihr aber bis ans Lebensende verbunden.
Ab dem Sommersemester 1931 studierte Schulz-Kampfhenkel an der Universität Wien, wo er eine „Denkschrift über Beweggründe, Ziele und Form einer geplanten zoologischen Sammel-, Studien- und Tierexpedition nach Liberia“ verfasste. Diese Forschungsexpedition führte er, noch als Student, vom Dezember 1931 bis Juli 1932 tatsächlich durch, mit Unterstützung des Berliner Zoologischen Gartens, da sie auch zum Tierfang diente. Seine Erlebnisse schilderte er in seinem ersten Buch unter dem Titel Der Dschungel rief ...
Schulz-Kampfhenkel wurde am 1. Mai 1933 Mitglied der NSDAP, nachdem er bei einem früheren Versuch noch wegen „politischer Unzuverlässigkeit“ abgelehnt worden war. Am 3. November 1933 trat er in die SS ein (SS-Nummer 236.123). Ab dem 1. Juni 1938 wurde er im Stab des Reichssicherheitshauptamtes als SS-Untersturmführer geführt.
Von 1935 bis 1937 war er Leiter der Deutschen Amazona-Jary-Expedition, die von der brasilianischen und der deutschen Regierung und der Auslandsorganisation der NSDAP unter Federführung des Kaiser-Wilhelm-Institutes für Biologie und des Museu Nacional do Rio de Janeiro unternommen wurde. Ergebnisse dieser Expedition waren der völkerkundliche Ufa-„Großfilm“ Rätsel der Urwaldhölle, der mit großem Erfolg in den Kinos lief, und ein gleichnamiges Buch als Expeditionsbericht. Nach dem Zweiten Weltkrieg wurden Neubearbeitungen von Buch und Film veröffentlicht, aus denen die Bezüge auf den Nationalsozialismus entfernt worden waren.
Der Film aus dem Quellgebiet des Rio Jari in der Serra do Jari, am Länderdreieck Brasilien – Suriname – Französisch-Guayana, zeigt unter anderem den Grabstock-Pflanzenbau der auf der Kulturstufe der Jungsteinzeit stehenden Oayana- und Oayapi-Indianer, von denen angenommen worden war, dass sie ausgestorben seien. Das Backen von Fladenbrot sowie der Tauschhandel zwischen den beiden Stämmen wird ebenso dargestellt wie die typischen Pfahlbauten, das Musizieren auf Mundflöten aus Hirschknochen oder auf Nasenflöten aus Bambusrohren. Nur durch die exzellente Fahrtechnik der Indianer mit ihren Einbäumen auf den Stromschnellen des Rio Jari war es den Teilnehmern der Expedition möglich, nach fast zwei Jahren die „Zivilisation“ wieder zu erreichen.
Am 9. April 1941 wurde Schulz-Kampfhenkel bei dem Geographen Hans Schrepfer an der Universität Würzburg zum Dr. rer. nat. promoviert, angeblich mit summa cum laude. Allerdings gibt es weder ein Exemplar der Dissertation noch Akten über den Promotionsvorgang.
Schulz-Kampfhenkels geschickte Vermarktung seiner Expedition führte auch dazu, dass die Mitglieder einer von ihm gegründeten Forschungsgruppe für weitere Aufgaben ausersehen wurden. Zum Einsatz kamen Mitglieder seiner Forschungsgruppe beispielsweise im Rahmen des Anfang 1942 aufgestellten Sonderkommandos Dora, das potentielle alliierte Vormarschrouten im südlichen Libyen und im Tschad erkunden, das Gebiet kartografieren und Klarheit hinsichtlich der Frage bringen sollte, ob für die deutsch-italienischen Truppen aus dieser Richtung eine Gefahr bestand.
Nach der deutsch-italienischen Niederlage in Afrika wandte sich Schulz-Kampfhenkel neuen Aufgaben im besetzten Osteuropa zu. 1943 wurde der zwischenzeitlich zum Leutnant der Luftwaffe (Dezember 1943 Oberleutnant) und zum SS-Untersturmführer aufgestiegene Schulz-Kampfhenkel zum Sonderbeauftragten für erdkundliche Fragen im Reichsforschungsrat ernannt. In dieser Funktion schuf er unter der Bezeichnung Forschungsstaffel zur besonderen Verwendung des OKW eine Gruppe von Geologen, Geographen, Hydrologen und Vegetationskundlern, zu der neben anderen Heinz Ellenberg, Friedrich Huttenlocher, Erich Oberdorfer, Erich Otremba und Josef Schmithüsen gehörten. Im Gegensatz zu etablierten militärgeographischen Abteilungen der Wehrmacht sollte die Gruppe unter anderem mit Hilfe von Luftbildern Karten zur militärischen Geländebeurteilung herstellen. Seine Forschungsaufgaben im Osten waren anfangs sowohl ziviler als auch militärischer Art, wandten sich jedoch aufgrund des Kriegsverlaufs ab August 1943 vor allem militärischer Erkundung zu. Schulz-Kampfhenkels Forschungsgruppe hatte beispielsweise auch eine beratende Position beim Stellungsbau.
Schulz-Kampfhenkel betonte in seinen Berichten immer, dass seine Forschung den „deutschen Interessen“ diene. Dass er sich höheren Stellen anbiederte, allen voran der SS, war seiner Karriere zweifellos förderlich, ebenso, dass seine Forschung mit der Ideologie des Nationalsozialismus durchaus vereinbar war. Schulz-Kampfhenkel arbeitete stets an seiner Inszenierung als seriöser Wissenschaftler und Pionier der Forschung. Laut Flachowsky und Stoecker wurden seine Expeditionen allerdings weniger von wissenschaftlichem Forscherdrang als vielmehr von einer amateurhaften Reise- und Abenteuerlust geleitet.
Nach dem Krieg wandte sich Schulz-Kampfhenkel dem Dokumentar- und Lehrfilm zu, war von 1950 bis 1953 Gastwissenschaftler der Zoologischen Station in Neapel, wo er didaktisch-biologische Filme produziert sowie Vorträge unter anderem in Schulen und Hochschulen abhielt, und arbeitete ab 1954 in Deutschland, von wo aus er Arbeitsreisen unter anderem nach Afrika, zur Arabischen Halbinsel und nach Südostasien unternahm. In Portugal baute er ab 1960 die Forschungsstation Quinta de Sao Pedro auf. 1962 gründete er in Hamburg das Institut für Weltkunde in Bildung und Forschung (WBF) als gemeinnützige Gesellschaft zur Gestaltung und Verbreitung von Unterrichtsfilmen, das seither audio-visuelle Lehr- und Forschungsmedien, etwa für allgemeinbildende Schulen, erstellt. Er war zudem Gründer und Vorstandsvorsitzender der Senator-de-Chapeau-rouge-Stiftung und 1979 Gründer und Direktor des Instituts für Internationale Zusammenarbeit in Bildung und Forschung (IZBF), einer gemeinnützigen Gesellschaft zur Einrichtung und Leitung von Forschungsstationen, die ab 1980 Partnerschaftsverträge mit der Universität Würzburg und der Universität Lissabon hatte. Zuletzt lebte Schulz-Kampfhenkel in Berlin und Hamburg.

## Auszeichnungen
- 1938: Frobenius-Medaille für die völkerkundlichen Ergebnisse der Deutschen-Amazonas-Jary-Expedition.
- 1957: Preis des Senators für Volksbildung Berlin für den erzieherisch besonders wertvollen Jugendfilm Allah Kerihm (VII. Internationales Filmfestspiele).
- 1958: Jugendfilmpreis für Robinson im Wattenmeer (Bundesministerium für Familie und Jugend).
- bis 1984 weitere Preise in Deutschland, Frankreich und Italien sowie Prädikate wertvoll und besonders wertvoll für pädagogisch-didaktische Medien.

## Bücher
- 1933: Der Dschungel rief. Zoologie-Student, Tierfänger, Urwaldjäger in liberianischer Wildnis. Neufeld & Henius, Berlin.
- 1937: Im afrikanischen Dschungel als Tierfänger und Urwaldjäger. Eine Studentenexpedition in die Wildnisse der Pfefferküste. Deutscher Verlag, Berlin.
- 1938: Rätsel der Urwaldhölle. Ein Expeditionsbericht aus Amazonien. Deutscher Verlag, Berlin. Neuausgabe Rätsel der Urwaldhölle. Vorstoß in unerforschte Urwälder des Amazonenstromes. Ullstein, Berlin 1953.

## Filme (Auswahl)
- 1938: Rätsel der Urwaldhölle
- 1955: Allah Kerihm (Utas abenteuerliche Reise durch Algerien)
- 1960: Robinson im Wattenmeer
- 1961: Abenteuer in Togoland